# Eriopyga fornax
Eriopyga fornax är en fjärilsart som beskrevs av Druce 1898. Eriopyga fornax ingår i släktet Eriopyga och familjen nattflyn. Inga underarter finns listade i Catalogue of Life.